# Parambia oedroalis
Parambia oedroalis är en fjärilsart som beskrevs av William Schaus 1924. Parambia oedroalis ingår i släktet Parambia och familjen Crambidae. Inga underarter finns listade i Catalogue of Life.